# Orchestre du Mozarteum de Salzbourg

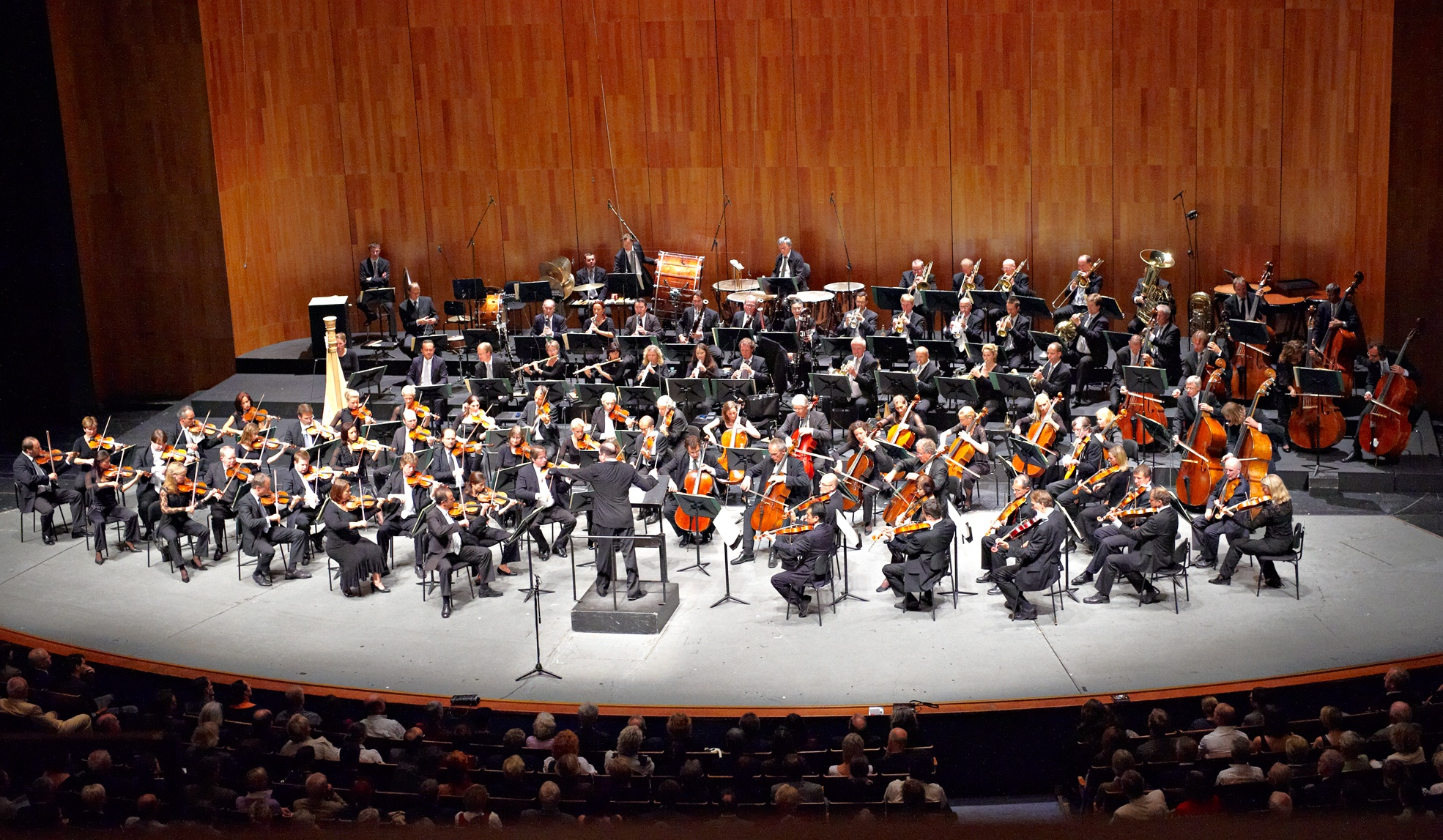
Un concert au Grand Festival Hall, Salzburg.

L'Orchestre du Mozarteum de Salzbourg (en allemand : Mozarteumorchester Salzburg) est un orchestre symphonique autrichien basé à Salzbourg, dont l'origine remonte à 1841.

## Historique
L’orchestre a été fondé en 1841 avec l’aide des fils de Mozart, Franz Xaver et Karl Thomas, ainsi que de sa veuve Constanze, sous la direction musicale d’Alois Taux (de). En 1908, l'ensemble adopte officiellement le nom « Mozarteum Orchester ». L'Orchestre du Mozarteum participe régulièrement au Festival de Salzbourg, comme dans le cadre des Matinées Mozart du Festival. Il donne également plusieurs concerts lors de la semaine Mozart à Salzbourg et pour l'association culturelle de Salzbourg. 
En 2008, l’Orchestre du Mozarteum a lancé un projet pour les jeunes, « 2 ORCHESTRAS », qui présente de nouvelles œuvres combinant un orchestre professionnel et un orchestre de jeunes. Kurt Schwertsik et Toshio Hosokawa font partie des compositeurs qui participent à ce projet. 
Depuis 2017, le chef d'orchestre de l'orchestre est Riccardo Minasi. Il avait fait sa première apparition en tant que chef invité avec l'orchestre en septembre 2016 et l'orchestre a annoncé sa nomination en décembre 2016.  Le précédent chef d'orchestre, Ivor Bolton, qui a occupé ce poste de 2004 à 2016, porte désormais le titre de Ehrendirigent (chef honoraire) de l'orchestre. Parmi les anciens chefs d'orchestre invités de l'orchestre figure notamment Trevor Pinnock. 
Le Mozarteumorchester a enregistré pour des labels tels que Oehms Classics, Sony Classical et Naïve Records,.
L'ensemble donne des concerts dans plusieurs lieux de Salzbourg, notamment au Großes Festspielhaus, la grande salle de la Stiftung Mozarteum. Outre les concerts de musique symphonique, l'orchestre sert également d'ensemble pour des opéras et des représentations de théâtre musical au théâtre national de Salzbourg.
En 2023, Roberto González-Monjas (en) est nommé chef de l'Orchestre du Mozarteum à compter de la saison 2024-2025. 

## Chefs principaux
Comme chefs principaux de l'orchestre se sont succédé :
- 1841–1861 : Alois Taux (de)
- 1861–1868 : Hans Schläger (de)
- 1868–1879 : Otto Bach (de)
- 1880–1908 : Joseph Friedrich Hummel (de)
- 1908-1911 : Joseph Reiter
- 1911-1913 : Paul Graener
- 1913-1917 : Franz Ledwinka
- 1917-1938 : Bernhard Paumgartner
- 1939-1944 : Willem van Hoogstraten
- 1946 : Robert Wagner (de)
- 1947-1949 : Meinhard von Zallinger (en)

- 1949-1953 : Paul Walter
- 1953-1958 : Ernst Märzendorfer
- 1959 : Meinhard von Zallinger
- 1960-1969 : Mladen Bašić (en)
- 1969-1981 : Léopold Hager[6]
- 1981-1984 : Ralf Weikert (en)[6]
- 1984–1994 : Hans Graf[6]
- 1994–2004 : Hubert Soudant[6]
- 2004-2016 : Ivor Bolton[6]
- 2017-2022 : Riccardo Minasi
- 09/2024- : Roberto González-Monjas

## Créations
L'Orchestre du Mozarteum de Salzbourg est le créateur de plusieurs œuvres, de Cesar Bresgen (Tre Retratos, 1976 ; Concert spirituel, 1981 ; « Lumen », oratorium von Blinden, 1989), Friedrich Cerha (Concerto pour percussion, 2009), Marc-André Dalbavie (Charlotte Salomon, opéra, 2014), Helmut Eder (en) (Metamorphosen, 1971 ; Divertimento pour soprano coloratura, 1976 ; Sérénade, op. 69 no 1, 1977 ; Concertino pour orchestre, 1986), Jean Françaix (Cassation, 1975), Michael Jarrell (Der Schatten, das Band, das uns an die Erde Bindet, 1989), Wilhelm Killmayer (Nachtgedanken, 1973), Siegfried Matthus (Divertimento et Triangel Konzert, 1985), Alexander Mullenbach (en) (À la reine de la nuit, 1998), Fazil Say (Symphonie no 3 « Universe », 2012), Kurt Schwertsik (Tagund Nachtweisen, 1978), Herbert Willi (en) (Rondino, 2000) et Gerhard Wimberger (en) (Multiplay, 1974 ; Ahnungen, 1998 ; Musica tranquilla, 2001 ; Quaestio aeterna – Deus, 2003), notamment. 